# Ioan Godea
Ioan Godea (n. 16 iunie 1943, Mocirla (azi Lunca Teuzului), județul interbelic Arad – d. 26 decembrie 2014, Bârsa, județul Arad) a fost un etnolog, muzeograf, istoric de artă și folclorist român, autor al mai multor studii de specialitate.  

## Originea și studiile
S-a născut în satul Mocirla, într-o familie de țărani. Rămâne orfan de mamă de mic copil. Urmează liceul teoretic „Samuil Vulcan” din Beiuș între 1958–1961. Între anii 1963-1968 studiază la Facultatea de Istorie și Filosofie a Universității Babeș-Bolyai din Cluj. Licența: Ziarul „Românul” din Arad (1911-1918) va fi publicată în 2001 la Editura de vest din Timișoara.

## Viața profesională
După absolvire, este timp de un an profesor de istorie la Liceul teoretic din Vadul Crișului, Bihor. Din 1969 este muzeograf la muzeul Regional Crișana din Oradea. Între anii 1973–1979 este șeful secției de etnografie. Inițiază și conduce revista Biharea, Culegere de studii și materiale de etnografie și artă. Numărul 1 apare în 1973. Susține lucrarea de doctorat în 1976: „Monumente de arhitectură populară din nord-vestul României. Biserici de lemn” .
1978: Bursă guvernamentală franceză la Muzeul Național de Arte și Tradiții Populare din Paris, unde urmează studii post-doctorale în domeniile etnonologie și muzeologie.
Din 1979 lucrează la Muzeul Banatului din Timișoara, unde este, de asemenea, șef de secție. Se ocupă de publicația Analele Banatului.
Din 1983 până în 1990 locuiește în Canada. În 1986 înființează la Montreal un Muzeu de Artă Populară și scoate revista română-franceză „Aurora”. Tot în această perioadă susține un ciclu de conferințe: Din etnologia poporului român.
Revine, în 1990, în Romania și preia conducerea Muzeului Satului din București. În această calitate va iniția Simpozionul Internațional bienal Satul European și Festivalul Internațional de Folclor Muzical pentru Copii HORA pe care le va coordona până în 1997. În 1993 coordonează sesiunea nr. XVI a Asociației Muzeelor în Aer Liber din Europa, desfășurată la București. Pune bazele revistei „Ethnos”, revistă de etnologie. Între anii 1993-1994 este director al Direcției de Patrimoniu mobil din cadrul Ministerului Culturii, contribuind la elaborarea proiectului Legii Patrimoniului Național Muzeal.
Din 2000 revine la Muzeul Țării Crișurilor din Oradea, între 2004 și 2006 este șeful secției de Etnografie. Din anul 2003 este și profesor universitar la Facultatea de arhitectură a Universității Oradea și coordonator de doctorat la Facultatea de Istorie - Geografie a aceleiași universități.
Din 1999 se stabilește la Bârsa, în județul Arad, unde își petrece ultimii 15 ani ai vieții.

## Opere publicate
- Etnologia română contemporană. Lexicon bibliografic ilustrat, (București, Ed. Enciclopedică, 2002)
- Dicționar etnologic roman,  (București, Ed. Enciclopedică, 2007)

Studii de arhitectură populară::
- Monumente de arhitectură populară din nord-vestul României, (vol. I-II, Oradea, Editura Muzeului Țării Crișurilor, 1972 și 1974);
- Biserici de lemn din România (nord-vestul Transilvaniei), (București, Ed. Meridiane, 1996)
- Monumente istorice bisericești din Eparhia Oradiei. Bisericile de lemn (în colaborare cu Ioana Cristache-Panait), (Oradea, Editura Episcopiei Ortodoxe Române a Oradiei, 1998);
- Arhitectura Gorjului (în colaborare cu Gheorghe Focșa), (Timișoara, Editura de Vest, 2002)
- Culele la români. Tezaur de arhitectură europeană, (Timișoara, Editura de Vest, 2006)
- Arhitectura la români. De la obârșii la Cozia,  (Oradea. Editura Primus, 2007)
- Biserici de lemn din Europa, (București, Editura CD Press, 2008)
- Biserici de lemn din județul Arad (în colaborare cu Horia Medeleanu), București, Editura Scara, 2007 și Timișoara, Editura Brumar, 2009 – ediția a 2-a)
- Arhitectura din România între anii 1300 – 1700. Sinteze, crestomație, reconstituiri, imagini. (Oradea, Editura Primus, 2011)
- Arhitectura românească în epoca modernă: 1700 – 1900 (Oradea, Editura Primus, 2012)

Lucrări monografice::
- Caracteristici ale culturii populare din Bihor (București, Editura Sport-Turism, 1977)
- Zona etnografică Beiuș (București, Editura Sport-Turism, 1981)
- Lunca Teuzului. Mocirla. Pagini monografice (în colaborare cu Ioan Coste) (București, Editura Litera, 1990)
- La ceramique (Timișoara, Editura de Vest, 1995)
- Târgul de fete (în colaborare cu Narcisa Știucă) (Cluj, Editura Dacia XXI, 2011)
- Bârsa. Comună din Țara Zarandului. (Arad, Editura Mirador, 2012)

Studii muzeistice:
- Muzeul Țării Crișurilor din Oradea. Ghidul Secției de Etnografie (în colaborare cu Tereza Mózes), (Oradea, Editura Muzeului Țării Crișurilor, 1973)
- Muzeul Satului: 1936-2003 (București, Editura Coresi, 2004)
- Muzeotehnică (Oradea, Editura Muzeului Țării Crișurilor, 2007)

Alte lucrări:
- Din etnologia cumpătării. Pălinca, țuica și vinarsul la români (București, Editura Coresi, 2005)
- Moralitate, mentalitate și osândă. Perindele, colodă și mireasa pe grapă (Timișoara, Editura de Vest, 2011)
- Canalul Morilor din „nobilul județ Arad” (Timișoara, Editura Brumar, 2012)
- Arhitectura subterană (Timișoara, Editura de Vest, 2010)
- Apa și arhitectura de odinioară (Timișoara, Editura de Vest, 2013)

## Premii și distincții
- Premiul „Ethnos” din partea Ministerului Culturii, 1996 pentru lucrarea Biserici de lemn din România (nord-vestul Transilvaniei).
- Premiul „Simion Florea Marian” din partea Academiei Române, 2002 pentru lucrarea Etnologia română contemporană. Lexicon bibliografic ilustrat.
- Volumul omagial „Istorie. Etnologie. Artă. Studii în onoarea lui Ioan Godea” (coordonat de Aurel Chiriac și Barbu Ștefănescu, Oradea, Editura Muzeului Țării Crișurilor, 2009) apărut cu ocazia omagierii personalității omului de știință de către Universitatea din Oradea și Muzeul Țării Crișurilor.

În 2013, cu prilejul împlinirii vârstei de 70 de ani, a fost omagiat de Asociația de Științe Etnologice din România în cadrul Adunării generale anuale (Dumbrava Sibiului) cu prilejul împlinirii a 50 de ani de la fondarea Muzeului Civilizației Populare Tradiționale. Tot atunci au fost omagiați Iordan Datcu (80 de ani), Ilie Moise și Ovidiu Papană (65 de ani).